# Harold D’Arcy Wood
Harold D’Arcy Wood (* 9. Dezember 1936, Tongatapu, Tonga) ist ein ehemaliger Geistlicher der Uniting Church in Australia (UCA). Er war Präsident der UCA Assembly von 1991 bis 1994. Er hat sich in der Ökumenischen Bewegung in Australien und weltweit engagiert.

## Leben

### Jugend und Familie
Harold D’Arcy Wood (bekannt als D’Arcy) ist der Sohn von Reverend A. Harold Wood OBE (1896–1989), einem Geistlichen der damaligen methodistischen Uniting Church und Missionar in Tonga, und von Olive K. Wood (née O’Reilly), einer Ärztin. Seine Schwestern sind die Historikerin Elizabeth Wood-Ellem und die Schauspielerin Monica Maughan. Sein Cousin Winston O’Reilly war der zweite Präsident der UCA Assembly.

### Ausbildung
Wood wurde in die  Methodist Church of Australasia aufgenommen und schloss seine theologische Ausbildung und Promotion am Princeton Theological Seminary ab.

### Karriere
Von 1974 bis 1988 hielt Wood Vorlesungen in systematischer Theologie und Liturgie am damaligen Parkin-Wesley Theological College (heute: Uniting College for Leadership and Theology) in Adelaide, South Australia. Von 1981 bis 1983 war er Vorsitzender der Synode von South Australia. Von 1969 bis 1973 war Wood Mitarbeiter des Australian Council of Churches und von 1984 bis 1988 dessen Präsident. Seit seiner Gründung engagierte er sich auch im National Council of Churches in Australia.
Außerdem engagierte er sich in verschiedenen Organisationen. Er war unter anderem Mitglied im Ethik-Komitee des Australian Institute of Health and Welfare und Mitglied der Sonderkommission des Ökumenischen Rates der Kirchen für die orthodoxe Mitarbeit im ÖRK und trug dazu bei, dass diese Kommission sich für ein Konsensverfahren zur Entscheidungsfindung entschied, an dessen Einführung in der UCA er mitgewirkt hatte.
Er war auch im Editorial Committee für die Neuauflage des Australian Hymn Book und Together in Song und stellte den Companion to Together in Song (2006) zusammen.
2015 reiste Wood in sein Geburtsland, um König Tupou VI., den König von Tonga, in einer Zeremonie in der Centenary Church in Nukuʻalofa zu krönen.

## Ehrungen
- 1999: Percy Jones Award für herausragende Verdienste um Liturgische Musik
- 2003: Associate der Royal School of Church Music (in Großbritannien)

## Veröffentlichungen
- mit Ian Gillman: Towards an informed decision on the Basis of union: prepared for the Congregational Union of Australia, the Methodist Church of Australia, the Presbyterian Church of Australia: a commentary on the revised Basis of union (1971) Joint Board of Christian Education of Australia and New Zealand 1971. via: trove.nla.gov.au
- Australian Council of Churches, D’Arcy Wood (Hrsg.): Churches and councils – Australia and the world: three statements on the ecumenical situation today. Australian Council of Churches 1972. ISBN 978-0-85821-008-0
- What future for the Australian churches? Leigh College 1974. ISBN 978-0-9598690-3-3
- mit John Watt, Joint Board of Christian Education of Australia and New Zealand, Uniting Church in Australia. Commission on Liturgy: Introducing the 1981 services of Baptism: especially for ministers and elders. Uniting Church in Australia Assembly Commission on Liturgy in co-operation with the Joint Board of Christian Education of Australia and New Zealand 1981. ISBN 978-0-85819-313-0
- mit Alastair Joseph Blake, Lindsay Dodd: Uniting Church in Australia. Synod of South Australia. Social Justice Commission, Uniting Church in Australia. Synod of South Australia. Christian Education Committee: Uranium, a nuclear dilemma: a concerned examination of nuclear energy and its consequences. Social Justice Commission & the Christian Education Committee of the Synod of South Australia, Uniting Church in Australia 1982. ISBN 978-0-909834-60-9
- D’Arcy Wood, Joint Board of Christian Education: Building on a solid basis: a guide to The basis of union of the Uniting Church in Australia. Joint Board of Christian Education 1986. ISBN 978-0-85819-581-3
- Building on a solid basis. Uniting Church Press 1986. ISBN 978-0-85719-581-4
- The Holy Spirit and the stranger within the gates: Wesleyanism and the Uniting Church in Australia. [Paper in: Greek Australian Cultural Forum (2nd: 2000)] In: Phronema. 2000, vol. 15, 2000: S. 77–86. ISSN 0819-4920
- D’Arcy Wood, Uniting Church Historical Society (S. Aust.): Liturgy from the ground up: a Uniting Church journey, 1975-90. Historical Society of the Uniting Church in South Australia 2004. ISBN 978-1-86457-029-8
- mit Wesley Milgate: A companion to Together in song: Australian hymn book II. Australian Hymn Book 2006. ISBN 978-0-646-45712-3